# Yoshio Maurício
Yoshio Maurício da Silva Tanaka (São Paulo, 1980) é um cineasta, professor e jornalista brasileiro.
Em 2003, faturou o prêmio TVCA de criação publicitária pelo roteiro e direção do vídeo "Dia das Crianças", voltando em 2004 como finalista pelo vídeo "Mãe Celebridade". No cinema, participou da produção dos filmes Curupira e Amsterdam de Fábio Mendonça. Em televisão, atuou na pós-produção dos programas Band Verão (TV Bandeirantes) e OK Pessoal (SBT).
É diretor de núcleos desde a fundação do Foto Cine Clube do ABC, em 2007.
De 2009 a 2015, foi responsável pela finalização de séries especiais para o jornalismo das TVs Bandeirantes e Record, integrando a equipe vencedora do Prêmio Esso 2013 na categoria Telejornalismo pela série As Crianças e a Ditadura. 
Atualmente é professor na Faculdade Paulus de Tecnologia e Comunicação (FAPCOM). Leciona, principalmente, na graduação de Produção Audiovisual, no período da manhã. 